# Улица Олегово поле
Улица Олегово поле (укр. Вулиця Олегове поле) — улица в Новозаводском районе города Чернигова, исторически сложившаяся местность (район) Землянки. Пролегает от улицы Воскресенская до улицы Ивана Мазепы.
Примыкает улица Остапа Вересая (Краснодонцев).

## История
Улица была проложена в конце 19 века на территории Землянок. 
9 марта 1948 года получила название улица Лунинцев — в честь участников одной из форм социалистического соревнования в СССР Лунинского движения, согласно решению Черниговского исполнительного комитета № 214. 
12 февраля 2016 года улица получила современное название — в честь летописной местности Олегово поле, где сейчас расположена Старая Подусовка, согласно Распоряжению городского главы В. А. Атрошенко Черниговского городского совета № 46-р «Про переименование улиц и переулков города» («Про перейменування вулиць та провулків міста»)

## Застройка
Улица пролегает в юго-западном направлении. Парная и непарная стороны улицы заняты усадебной застройкой. 
Учреждения:
1. дом № 14 — детсад № 51